# 火连寨街道
火连寨街道，是中华人民共和国辽宁省本溪市溪湖区下辖的一个乡镇级行政单位。2019年，将原东风街道三会厂村、原河西街道头道社区划归火连寨街道管辖。

## 行政区划
火连寨街道下辖以下地区：
火连寨社区、上堡村、下堡村、营子新村、火连寨村、高程村和响山子村。